# Radek Vondráček
Radek Vondráček (* 30. prosince 1973 Kroměříž) je český politik a právník, od listopadu 2017 do října 2021 předseda Poslanecké sněmovny PČR (předtím od ledna do října 2017 její první místopředseda). Od října 2013 je poslancem Poslanecké sněmovny PČR, v letech 2014 až 2017 a znovu od roku 2022 zastupitel (v letech 2014 až 2017 také místostarosta) města Kroměříž, od září 2024 zastupitel Zlínského kraje, od února 2017 člen předsednictva hnutí ANO 2011.

## Život
Před nastoupením na vysokou školu navštěvoval Gymnázium Kroměříž, kde v roce 1992 maturoval. Poté vystudoval Právnickou fakultu Masarykovy univerzity v Brně. V letech 2000 až 2003 pracoval jako advokátní koncipient v advokátní kanceláři JUDr. Jána Haláse v Kroměříži. Od té doby je samostatný advokát. Je ženatý a má dvě děti.

## Politické působení

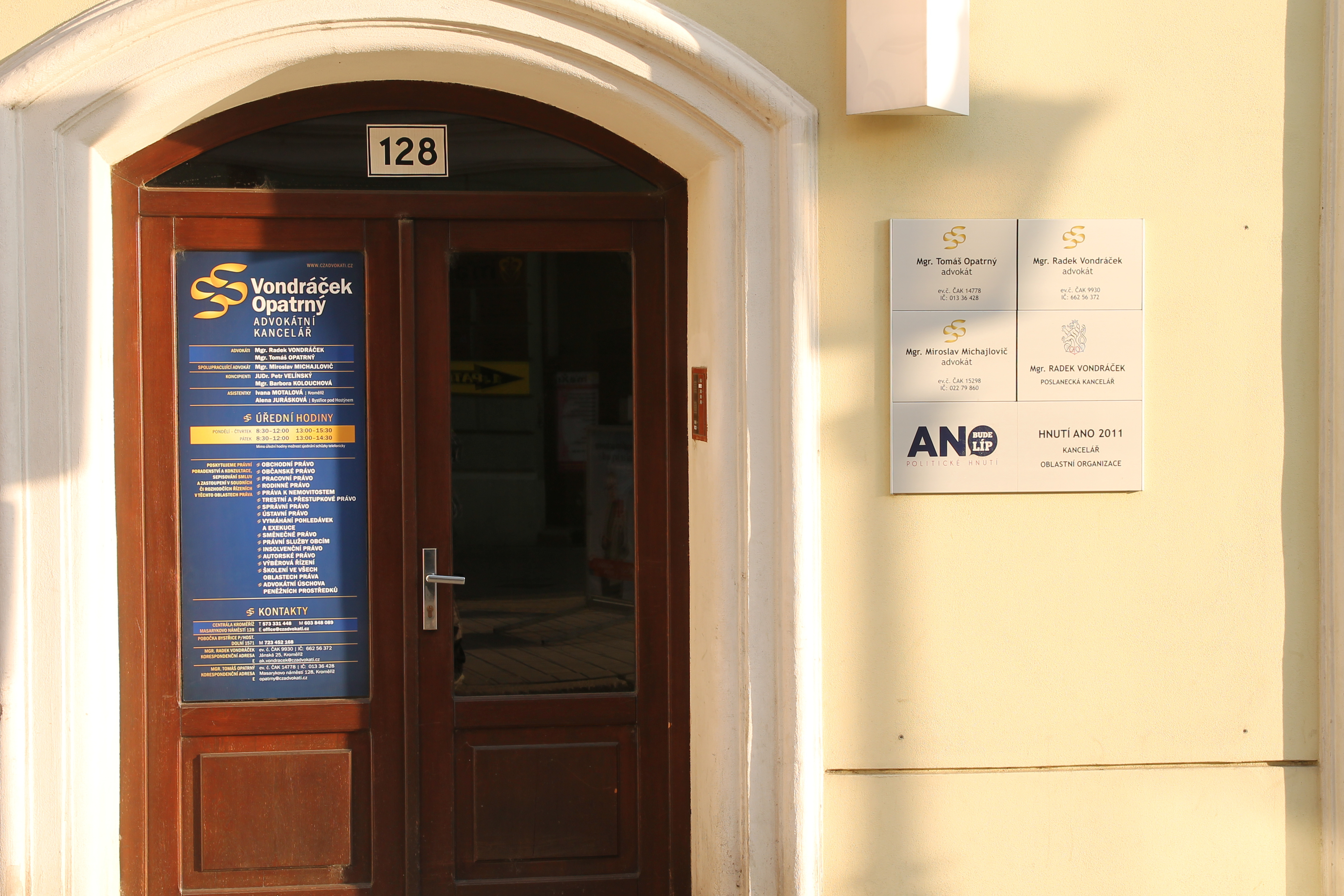
Poslanecká kancelář a sídlo advokátní kanceláře Vondráček Opatrný v Kroměříži, Masarykovo náměstí 128

Ve volbách do Poslanecké sněmovny PČR v roce 2013 kandidoval z pozice nestraníka ve Zlínském kraji jako lídr hnutí ANO 2011 a byl zvolen. Od 5. prosince 2013 zastával pozici místopředsedy sněmovního Ústavně právního výboru. Dne 11. ledna 2017 byl zvolen novým prvním místopředsedou Poslanecké sněmovny PČR, když na svou funkci na počátku měsíce rezignovala Jaroslava Pokorná Jermanová. Získal 106 hlasů od přítomných poslanců. Funkci zastával do října 2017.
V komunálních volbách v roce 2014 byl za hnutí ANO 2011 zvolen zastupitelem města Kroměříže. V listopadu 2014 se navíc stal neuvolněným místostarostou města, na tuto funkci rezignoval v lednu 2017 po zvolení prvním místopředsedou Poslanecké sněmovny PČR. V prosinci 2017 pak rezignoval i na mandát zastupitele města.
Ve volbách do Poslanecké sněmovny PČR v roce 2017 byl lídrem ANO 2011 ve Zlínském kraji. Obdržel 4 687 preferenčních hlasů a obhájil mandát poslance.
Dne 22. listopadu 2017 byl zvolen předsedou Poslanecké sněmovny PČR, získal 135 hlasů. Přitom si hlasovací lístky vyzvedlo 197 poslanců, proti bylo odevzdáno 14 hlasů, dva hlasy byly neplatné a dalších 46 poslanců svůj hlas neodevzdalo.
V komunálních volbách v roce 2018 neúspěšně kandidoval do zastupitelstva Kroměříže z posledního 27. místa kandidátky hnutí ANO 2011.
V polovině února 2019 na V. sněmu hnutí ANO 2011 poprvé získal post místopředsedy tohoto hnutí (hlasovalo pro něj 186 ze 237 delegátů). Dne 29. září 2020 společně s dalšími ústavními činiteli vyzval Ázerbájdžán a Arménii k zastavení války v Náhorním Karabachu.
Ve volbách do Poslanecké sněmovny PČR v roce 2021 byl lídrem hnutí ANO 2011 ve Zlínském kraji. Mandát poslance se mu podařilo obhájit, funkce předsedy Sněmovny mu vypršela v říjnu 2021. Na sněmu hnutí ANO v únoru 2022 pak obhájil pozici místopředsedy hnutí.
V komunálních volbách v roce 2022 kandidoval do zastupitelstva Kroměříže z 9. místa kandidátky hnutí ANO 2011. Vlivem preferenčních hlasů však skončil první, a stal se tak zastupitelem města. V únoru 2024 obhájil na sněmu hnutí funkci místopředsedy.
V krajských volbách v roce 2024 kandidoval do Zastupitelstva Zlínského kraje ze 45. místa kandidátky hnutí ANO 2011. Vlivem preferenčních hlasů však skončil druhý, a získal tak mandát zastupitele.
Ve volbách do Poslanecké sněmovny PČR v roce 2025 je lídrem hnutí ANO ve Zlínském kraji.

## Kontroverze
Vondráček po večírku ve sněmovní restauraci během rekonstrukce jednacího sálu sněmovny v roce 2017 vyskočil na řečnický pultík a společně s poslancem Miloslavem Janulíkem (ANO) ve sněmovně zahráli několik písní na kytaru.
V lednu 2020, minutu po zahájení jednání sněmovny, ukázal zdvižený prostředník na stranického kolegu Ladislava Oklešťka.
V únoru 2021 tleskal proslovu ministryně financí Aleny Schillerové, načež byl obviněn lidoveckými poslanci Mariánem Jurečkou a Janem Bartoškem, že není nestranný a zneužívá přednostního práva předsedajícího sněmovny. Na Bartoška pak Vondráček – již mimo řídící pozici schůze – zareagoval slovy: „To jsem tě asi hodně nasral, co?“.
Vondráček (ANO) ve sněmovně navrhl zpřísnění podmínek pro zveřejňování jmen osob, vůči kterým je vedeno trestní řízení. Podle odborníků a profesních organizací je návrh útokem na svobodu médií (tzv. náhubkový zákon).